# E3 Saxo Bank Classic 2024
L'E3 Saxo Bank Classic 2024 (officiellement E3 Saxo Bank Classic World Tour Elite, anciennement Grand Prix E3 Harelbeke) est la 66e édition de cette course cycliste masculine sur route. Il a lieu le 22 mars 2024 en Belgique et fait partie du calendrier UCI World Tour 2024, en catégorie 1.UWT. 

## Présentation

### Équipes
Vingt-cinq équipes participent à la course : les dix-huit équipes UCI WorldTeams et sept équipes UCI ProTeams.
| WorldTeams (18)- Alpecin-Deceuninck - Arkéa-B&B Hotels - Astana Qazaqstan Team - Bahrain Victorious - Cofidis - Decathlon-AG2R La Mondiale - EF Education-EasyPost - Team dsm-firmenich PostNL - Lidl-Trek - Soudal Quick-Step - Intermarché-Wanty - UAE Team Emirates - Ineos Grenadiers - Team Visma \| Lease a Bike - Team Jayco AlUla - Movistar Team - Bora-Hansgrohe - Groupama-FDJ ProTeams (7)- Israel-Premier Tech - Lotto Dstny - Team Flanders-Baloise - Uno-X Mobility - Q36.5 Pro Cycling Team - Bingoal WB - Tudor Pro Cycling Team |
| |

### Parcours
Le Grand Prix E3 commence dans le centre de Harelbeke et se déplace à l'est, avant de tourner à l'ouest et de parcourir les monts des Ardennes flamandes, avec dix-sept ascensions classées. Le Tiegemberg, la dernière montée de la journée, est situé à une vingtaine de kilomètres de l'arrivée à Harelbeke. 
Les 10 premiers et les 27 derniers kilomètres sont parcourus dans la province de Flandre-Occidentale près de Harelbeke. Le reste du parcours emprunte les routes de la province de Flandre-Orientale à l'exception de deux incursions de 13,2 et 4,5 kilomètres en province du Hainaut (région wallonne) à Flobecq et Mont-de-l'Enclus. La distance totale de l'édition 2024 est de 207,6 km. 
Dix-sept monts sont au programme de cette édition, dont certains recouverts de pavés :
| Mont | Nom                                     | Km (début de la côte) | Revêtement | Longueur (m) | Pente moyenne | Pente maxi | Km de l'arrivée (début de la côte) |
| ---- | --------------------------------------- | --------------------- | ---------- | ------------ | ------------- | ---------- | ---------------------------------- |
| 1    | Katteberg                               | 30                    | asphalte   | 750          | 6 %           | 11 %       | 177,6                              |
| 2    | La Houppe                               | 88,7                  | asphalte   | 1 880        | 4,8 %         | 10 %       | 112,9                              |
| 3    | Kanarieberg                             | 94,9                  | asphalte   | 1 050        | 7,7 %         | 14 %       | 112,7                              |
| 4    | Kruisberg                               | 102,8                 | asphalte   | 800          | 4,8 %         | 9 %        | 104,8                              |
| 5    | Côte de Trieu                           | 110,6                 | asphalte   | 1 260        | 7 %           | 13 %       | 97                                 |
| 6    | Hotondberg (nl)                         | 114,5                 | asphalte   | 1 200        | 4 %           | 8 %        | 93,1                               |
| 7    | Kortekeer (nl)                          | 121,6                 | asphalte   | 1 000        | 6,4 %         | 17 %       | 86                                 |
| 8    | Taaienberg                              | 126,3                 | pavés      | 700          | 6,3 %         | 16 %       | 81,3                               |
| 9    | Berg ten Stene                          | 134,3                 | asphalte   | 1 300        | 5,2 %         | 9 %        | 73,3                               |
| 10   | Boigneberg                              | 139,5                 | asphalte   | 1 000        | 5,2 %         | 12,3       | 68,1                               |
| 11   | Ellestraat                              | 143,9                 | asphalte   | 1 400        | 4,4 %         | 10 %       | 63,7                               |
| 12   | Stationsberg (nl)                       | 148,7                 | pavés      | 460          | 3,2 %         | 10 %       | 58,9                               |
| 13   | Kapelberg (nl)                          | 159,6                 | asphalte   | 750          | 7,1 %         | 14 %       | 48                                 |
| 14   | Paterberg                               | 163,7                 | pavés      | 400          | 12,9 %        | 20,3 %     | 43,9                               |
| 15   | Vieux Quaremont                         | 166,5                 | pavés      | 2 220        | 4,2 %         | 11,6 %     | 41,1                               |
| 16   | Rue du Lait Battu / Karnemelkbeekstraat | 174,3                 | asphalte   | 1 530        | 4,9 %         | 18 %       | 33,3                               |
| 17   | Tiegemberg                              | 186,1                 | asphalte   | 750          | 5,6 %         | 9 %        | 20,5                               |

En plus des traditionnels monts, il y a cinq secteurs pavés :

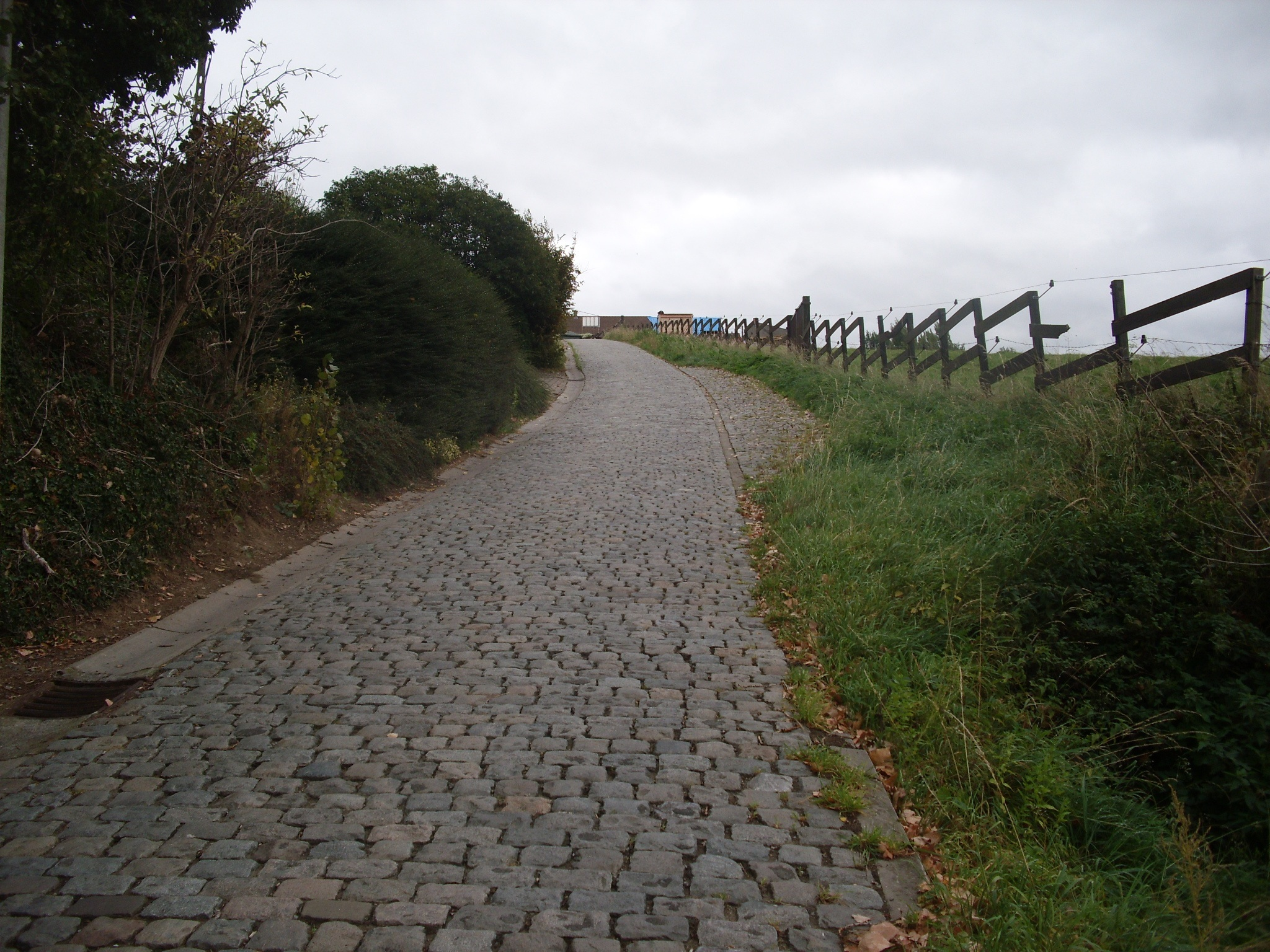
Paterberg

| Secteur | Nom              | Km (début du secteur) | Longueur (m) | Km de l'arrivée (début du secteur) |
| ------- | ---------------- | --------------------- | ------------ | ---------------------------------- |
| 1       | Beaucarnestraat  | 29,4                  | 1 200        | 178,2                              |
| 2       | Holleweg (nl)    | 31.5                  | 1 500        | 176,1                              |
| 3       | Paddestraat      | 42,9                  | 2 300        | 164,7                              |
| 4       | Mariaborrestraat | 149,5                 | 2 000        | 58,1                               |
| 5       | Varentstraat     | 181,9                 | 1 500        | 25,7                               |

### Favoris
Cette classique flamande est la première confrontation de la saison 2024 entre les deux grands favoris du jour : le double tenant du titre Wout van Aert (Visma Lease a Bike) qui revient d'un long stage en altitude à Tenerife et le champion du monde Mathieu van der Poel, deuxième en 2023, grand artisan de la victoire de son équipier Jasper Philipsen à Milan-San Remo quelques jours plus tôt. 
Parmi les autres favoris ou outsiders, on peut notamment citer le Français Valentin Madouas (Groupama FDI), les Danois Mads Pedersen (Lidl-Trek) et Kasper Asgreen (Soudal Quick-Step), vainqueur en 2021, le Slovène Matej Mohorič (Bahrain Victorious), les Belges Tim Wellens (UAE Emirates) et Arnaud De Lie (Lotto Dstny), l'Italien Alberto Bettiol (EF Education), le Français Julian Alaphilippe (Soudal Quick-Step) et l'Australien Michael Matthews (Jayco AlUla), récent deuxième de la Primavera. Sans oublier les équipiers de van Aert  Dylan van Baarle, Matteo Jorgenson, récent vainqueur de Paris-Nice et Jan Tratnik, victorieux au Nieuwsblad, ainsi que celui de van der Poel Søren Kragh Andersen.

## Déroulement de la course
La course se joue au pied du Paterberg, à 44 kilomètres de l'arrivée. Le champion d'Espagne Oier Lazkano, qui était parti seul en tête, est repris par le groupe des favoris emmené par le champion du monde Mathieu van der Poel. Placé en cinquième position de ce groupe, Wout van Aert glisse et chute dans les premiers mètres de cette côte pavée alors que van der Poel accélère et s'isole en tête, comptant une dizaine de secondes d'avance sur ses premiers poursuivants au sommet du Paterberg. Le Néerlandais est finalement pris en chasse par un groupe d'une vingtaine d'hommes dont Wout van Aert. Au sommet du Vieux Quaremont (40 km du terme), van der Poel augmente son avance à une trentaine de secondes sur un groupe qui s'est réduit à une dizaine d'unités. Un kilomètre plus loin, Wout van Aert se lance seul à la poursuite de Mathieu van der Poel. Dans un premier temps, le Belge réduit son retard et revient à 11 secondes du champion du monde à 33 kilomètres de l'arrivée. Cependant, par la suite, van der Poel reprend du terrain surtout au cours des deux dernières montées et file vers un premier succès à Harelbeke. Wout van Aert est rattrapé par Jasper Stuyven à 5 kilomètres du but. Une minute et trente secondes après le vainqueur Mathieu van der Poel, Jasper Stuyven prend aisément la deuxième place devant un Wout van Aert résigné.

## Classements

### Classement final
| \| Classement général \| Classement général \| Classement général \| Classement général \| Classement général \| \| Coureur \| Coureur \| Pays \| Équipe \| Temps \| \| ------------------ \| -------------------- \| ------------------ \| -------------------------- \| ------------------ \| \| 1er \| Mathieu van der Poel \| Pays-Bas \| Alpecin-Deceuninck \| 4 h 39 min 39 s \| \| 2e \| Jasper Stuyven \| Belgique \| Lidl-Trek \| + 1 min 31 s \| \| 3e \| Wout van Aert \| Belgique \| Team Visma \\| Lease a Bike \| + 1 min 34 s \| \| 4e \| Tim Wellens \| Belgique \| UAE Team Emirates \| + 1 min 48 s \| \| 5e \| Matteo Jorgenson \| États-Unis \| Team Visma \\| Lease a Bike \| + 1 min 50 s \| \| 6e \| Jhonatan Narváez \| Équateur \| Ineos Grenadiers \| + 1 min 52 s \| \| 7e \| Nils Politt \| Allemagne \| UAE Team Emirates \| + 2 min 48 s \| \| 8e \| Toms Skujiņš \| Lettonie \| Lidl-Trek \| + 2 min 48 s \| \| 9e \| Vincenzo Albanese \| Italie \| Arkéa-B&B Hotels \| + 2 min 48 s \| \| 10e \| Alex Kirsch \| Luxembourg \| Lidl-Trek \| + 2 min 48 s \| |                      |            |                            |                 |
| |                      |            |                            |                 |
| Source : ProCyclingStats |                      |            |                            |                 |
| Classement général |                      |            |                            |                 |
| Coureur | Coureur              | Pays       | Équipe                     | Temps           |
| 1er | Mathieu van der Poel | Pays-Bas   | Alpecin-Deceuninck         | 4 h 39 min 39 s |
| 2e | Jasper Stuyven       | Belgique   | Lidl-Trek                  | + 1 min 31 s    |
| 3e | Wout van Aert        | Belgique   | Team Visma \| Lease a Bike | + 1 min 34 s    |
| 4e | Tim Wellens          | Belgique   | UAE Team Emirates          | + 1 min 48 s    |
| 5e | Matteo Jorgenson     | États-Unis | Team Visma \| Lease a Bike | + 1 min 50 s    |
| 6e | Jhonatan Narváez     | Équateur   | Ineos Grenadiers           | + 1 min 52 s    |
| 7e | Nils Politt          | Allemagne  | UAE Team Emirates          | + 2 min 48 s    |
| 8e | Toms Skujiņš         | Lettonie   | Lidl-Trek                  | + 2 min 48 s    |
| 9e | Vincenzo Albanese    | Italie     | Arkéa-B&B Hotels           | + 2 min 48 s    |
| 10e | Alex Kirsch          | Luxembourg | Lidl-Trek                  | + 2 min 48 s    |

### Classements UCI
La course attribue des points au classement mondial UCI 2024 selon le barème suivant :
| Position           | 1er | 2e  | 3e  | 4e  | 5e  | 6e  | 7e  | 8e  | 9e | 10e | 11e | 12e | 13e | 14e | 15e | 16e à 20e | 21e à 30e | 31e à 50e | 51e à 55e | 56e à 60e |
| Classement général | 400 | 320 | 260 | 220 | 180 | 140 | 120 | 100 | 80 | 68  | 56  | 48  | 40  | 32  | 28  | 24        | 16        | 8         | 4         | 2         |

## Liste des participants
| Légende | Légende                                                                    | Légende | Légende                                                    |
| ------- | -------------------------------------------------------------------------- | ------- | ---------------------------------------------------------- |
| Num     | Dossard de départ porté par le coureur sur ce Grand Prix E3                | Pos     | Position à l'arrivée de la course                          |
|         | Indique un maillot de champion national ou mondial, suivi de sa spécialité | NP      | Indique un coureur qui n'a pas pris le départ de la course |
| AB      | Indique un coureur qui n'a pas terminé la course                           | HD      | Indique un coureur qui a terminé la course hors des délais |

| Team Visma \| Lease a Bike TVL | Team Visma \| Lease a Bike TVL | Team Visma \| Lease a Bike TVL |
| ------------------------------ | ------------------------------ | ------------------------------ |
| Num                            | Coureur                        | Pos                            |
| 1                              | Wout van Aert (BEL)            | 3e                             |
| 2                              | Per Strand Hagenes (NOR)       | AB                             |
| 3                              | Tiesj Benoot (BEL)             | AB                             |
| 4                              | Matteo Jorgenson (USA)         | 5e                             |
| 5                              | Edoardo Affini (ITA)           | AB                             |
| 6                              | Jan Tratnik (SLO)              | 33e                            |
| 7                              | Dylan van Baarle (NED) (route) | 89e                            |

| Alpecin-Deceuninck ADC | Alpecin-Deceuninck ADC             | Alpecin-Deceuninck ADC |
| ---------------------- | ---------------------------------- | ---------------------- |
| Num                    | Coureur                            | Pos                    |
| 11                     | Mathieu van der Poel (NED) (route) | 1er                    |
| 12                     | Senne Leysen (BEL)                 | 113e                   |
| 13                     | Juri Hollmann (GER)                | 103e                   |
| 14                     | Søren Kragh Andersen (DEN)         | 37e                    |
| 15                     | Xandro Meurisse (BEL)              | 77e                    |
| 16                     | Oscar Riesebeek (NED)              | 96e                    |
| 17                     | Maurice Ballerstedt (GER)          | 110e                   |

| Intermarché-Wanty IWA | Intermarché-Wanty IWA  | Intermarché-Wanty IWA |
| --------------------- | ---------------------- | --------------------- |
| Num                   | Coureur                | Pos                   |
| 21                    | Biniam Girmay (ERI)    | 19e                   |
| 22                    | Vito Braet (BEL)       | 35e                   |
| 23                    | Dries De Pooter (BEL)  | 66e                   |
| 24                    | Gijs Van Hoecke (BEL)  | AB                    |
| 25                    | Hugo Page (FRA)        | 84e                   |
| 26                    | Dion Smith (NZL)       | 112e                  |
| 27                    | Georg Zimmermann (GER) | 63e                   |

| Soudal Quick-Step SOQ | Soudal Quick-Step SOQ    | Soudal Quick-Step SOQ |
| --------------------- | ------------------------ | --------------------- |
| Num                   | Coureur                  | Pos                   |
| 31                    | Julian Alaphilippe (FRA) | 50e                   |
| 32                    | Kasper Asgreen (DEN)     | 78e                   |
| 33                    | Jordi Warlop (BEL)       | 106e                  |
| 34                    | Yves Lampaert (BEL)      | 29e                   |
| 35                    | Gianni Moscon (ITA)      | AB                    |
| 36                    | Casper Pedersen (DEN)    | 88e                   |
| 37                    | Pepijn Reinderink (NED)  | 118e                  |

| Arkéa-B&B Hotels ARK | Arkéa-B&B Hotels ARK    | Arkéa-B&B Hotels ARK |
| -------------------- | ----------------------- | -------------------- |
| Num                  | Coureur                 | Pos                  |
| 41                   | Luca Mozzato (ITA)      | 22e                  |
| 42                   | Vincenzo Albanese (ITA) | 9e                   |
| 43                   | Donavan Grondin (FRA)   | AB                   |
| 44                   | Mathis Le Berre (FRA)   | 43e                  |
| 45                   | Alan Riou (FRA)         | 108e                 |
| 46                   | Łukasz Owsian (POL)     | AB                   |
| 47                   | Miles Scotson (AUS)     | 114e                 |

| Astana Qazaqstan Team AST | Astana Qazaqstan Team AST      | Astana Qazaqstan Team AST |
| ------------------------- | ------------------------------ | ------------------------- |
| Num                       | Coureur                        | Pos                       |
| 51                        | Gleb Brussenskiy (KAZ) (route) | 20e                       |
| 52                        | Yevgeniy Fedorov (KAZ)         | 65e                       |
| 53                        | Michele Gazzoli (ITA)          | AB                        |
| 54                        | Yevgeniy Gidich (KAZ)          | AB                        |
| 55                        | Rüdiger Selig (GER)            | AB                        |
| 56                        | Max Kanter (GER)               | 107e                      |
| 57                        | Gleb Syritsa                   | 53e                       |

| Bahrain Victorious TBV | Bahrain Victorious TBV    | Bahrain Victorious TBV |
| ---------------------- | ------------------------- | ---------------------- |
| Num                    | Coureur                   | Pos                    |
| 61                     | Matej Mohorič (SLO)       | 15e                    |
| 62                     | Alberto Bruttomesso (ITA) | 92e                    |
| 63                     | Fran Miholjević (CRO)     | AB                     |
| 64                     | Andrea Pasqualon (ITA)    | 56e                    |
| 65                     | Cameron Scott (AUS)       | AB                     |
| 66                     | Łukasz Wiśniowski (POL)   | AB                     |
| 67                     | Fred Wright (GBR) (route) | 21e                    |

| Bora-Hansgrohe BOH | Bora-Hansgrohe BOH     | Bora-Hansgrohe BOH |
| ------------------ | ---------------------- | ------------------ |
| Num                | Coureur                | Pos                |
| 71                 | Danny van Poppel (NED) | AB                 |
| 72                 | Emil Herzog (GER)      | 49e                |
| 73                 | Nico Denz (GER)        | 46e                |
| 74                 | Luis-Joe Lührs (GER)   | 98e                |
| 75                 | Filip Maciejuk (POL)   | AB                 |
| 76                 | Ryan Mullen (IRL)      | AB                 |
| 77                 | Marco Haller (AUT)     | 27e                |

| Cofidis COF | Cofidis COF                | Cofidis COF |
| ----------- | -------------------------- | ----------- |
| Num         | Coureur                    | Pos         |
| 81          | Aimé De Gendt (BEL)        | 83e         |
| 82          | Alexis Gougeard (FRA)      | AB          |
| 83          | Nolann Mahoudo (FRA)       | AB          |
| 84          | Christophe Noppe (BEL)     | AB          |
| 85          | Alexis Renard (FRA)        | 54e         |
| 86          | Nicolas Debeaumarché (FRA) | AB          |
| 87          | Axel Zingle (FRA)          | AB          |

| Decathlon-AG2R La Mondiale DAT | Decathlon-AG2R La Mondiale DAT | Decathlon-AG2R La Mondiale DAT |
| ------------------------------ | ------------------------------ | ------------------------------ |
| Num                            | Coureur                        | Pos                            |
| 91                             | Oliver Naesen (BEL)            | 26e                            |
| 92                             | Edvald Boasson Hagen (NOR)     | 100e                           |
| 93                             | Dries De Bondt (BEL)           | 60e                            |
| 94                             | Sander De Pestel (BEL)         | 18e                            |
| 95                             | Jordan Labrosse (FRA)          | AB                             |
| 96                             | Valentin Retailleau (FRA)      | AB                             |
| 97                             | Bastien Tronchon (FRA)         | 67e                            |

| EF Education-EasyPost EFE | EF Education-EasyPost EFE | EF Education-EasyPost EFE |
| ------------------------- | ------------------------- | ------------------------- |
| Num                       | Coureur                   | Pos                       |
| 101                       | Alberto Bettiol (ITA)     | AB                        |
| 102                       | Stefan Bissegger (SUI)    | 95e                       |
| 103                       | Owain Doull (GBR)         | AB                        |
| 104                       | Yuhi Todome (JPN)         | AB                        |
| 105                       | Jack Rootkin-Gray (GBR)   | AB                        |
| 106                       | Jonas Rutsch (GER)        | 57e                       |
| 107                       | Michael Valgren (DEN)     | 74e                       |

| Groupama-FDJ GFC | Groupama-FDJ GFC               | Groupama-FDJ GFC |
| ---------------- | ------------------------------ | ---------------- |
| Num              | Coureur                        | Pos              |
| 111              | Stefan Küng (SUI)              | 16e              |
| 112              | Lewis Askey (GBR)              | 39e              |
| 113              | Sven Erik Bystrøm (NOR)        | AB               |
| 114              | Olivier Le Gac (FRA)           | 40e              |
| 115              | Fabian Lienhard (SUI)          | 81e              |
| 116              | Valentin Madouas (FRA) (route) | 44e              |
| 117              | Clément Russo (FRA)            | AB               |

| Ineos Grenadiers IGD | Ineos Grenadiers IGD           | Ineos Grenadiers IGD |
| -------------------- | ------------------------------ | -------------------- |
| Num                  | Coureur                        | Pos                  |
| 121                  | Ben Turner (GBR)               | 82e                  |
| 122                  | Jhonatan Narváez (ECU) (route) | 6e                   |
| 123                  | Luke Rowe (GBR)                | AB                   |
| 124                  | Magnus Sheffield (USA)         | 36e                  |
| 125                  | Ben Swift (GBR)                | 94e                  |
| 126                  | Connor Swift (GBR)             | 42e                  |
| 127                  | Elia Viviani (ITA)             | AB                   |

| Lidl-Trek LTK | Lidl-Trek LTK               | Lidl-Trek LTK |
| ------------- | --------------------------- | ------------- |
| Num           | Coureur                     | Pos           |
| 131           | Mads Pedersen (DEN)         | 11e           |
| 132           | Ryan Gibbons (RSA) (route)  | 111e          |
| 133           | Alex Kirsch (LUX) (route)   | 10e           |
| 134           | Jasper Stuyven (BEL)        | 2e            |
| 135           | Mathias Vacek (CZE) (route) | 68e           |
| 136           | Otto Vergaerde (BEL)        | AB            |
| 137           | Toms Skujiņš (LAT)          | 8e            |

| Movistar Team MOV | Movistar Team MOV          | Movistar Team MOV |
| ----------------- | -------------------------- | ----------------- |
| Num               | Coureur                    | Pos               |
| 141               | Oier Lazkano (ESP) (route) | 14e               |
| 142               | Carlos Canal (ESP)         | 91e               |
| 143               | Rémi Cavagna (FRA)         | 48e               |
| 144               | Johan Jacobs (SUI)         | 34e               |
| 145               | Mathias Norsgaard (DEN)    | 87e               |
| 146               | Lorenzo Milesi (ITA)       | 45e               |
| 147               | Iván Romeo (ESP)           | AB                |

| Team dsm-firmenich PostNL DFP | Team dsm-firmenich PostNL DFP | Team dsm-firmenich PostNL DFP |
| ----------------------------- | ----------------------------- | ----------------------------- |
| Num                           | Coureur                       | Pos                           |
| 151                           | Patrick Eddy (AUS)            | 102e                          |
| 152                           | Alexander Edmondson (AUS)     | AB                            |
| 153                           | Enzo Leijnse (NED)            | AB                            |
| 154                           | Niklas Märkl (GER)            | 51e                           |
| 155                           | Tobias Lund Andresen (DEN)    | AB                            |
| 156                           | Timo Roosen (NED)             | AB                            |
| 157                           | Julius van den Berg (NED)     | AB                            |

| Team Jayco AlUla JAY | Team Jayco AlUla JAY        | Team Jayco AlUla JAY |
| -------------------- | --------------------------- | -------------------- |
| Num                  | Coureur                     | Pos                  |
| 161                  | Michael Matthews (AUS)      | AB                   |
| 162                  | Luke Durbridge (AUS)        | 73e                  |
| 163                  | Max Walscheid (GER)         | 55e                  |
| 164                  | Amund Grøndahl Jansen (NOR) | AB                   |
| 165                  | Kelland O'Brien (AUS)       | 71e                  |
| 166                  | Blake Quick (AUS)           | AB                   |
| 167                  | Elmar Reinders (NED)        | 105e                 |

| UAE Team Emirates UAD | UAE Team Emirates UAD      | UAE Team Emirates UAD |
| --------------------- | -------------------------- | --------------------- |
| Num                   | Coureur                    | Pos                   |
| 171                   | Tim Wellens (BEL)          | 4e                    |
| 172                   | Ivo Oliveira (POR) (route) | 79e                   |
| 173                   | Mikkel Bjerg (DEN)         | 31e                   |
| 174                   | António Morgado (POR)      | 75e                   |
| 175                   | Marc Hirschi (SUI) (route) | AB                    |
| 176                   | Nils Politt (GER)          | 7e                    |
| 177                   | Michael Vink (NZL)         | AB                    |

| Lotto Dstny LTD | Lotto Dstny LTD          | Lotto Dstny LTD |
| --------------- | ------------------------ | --------------- |
| Num             | Coureur                  | Pos             |
| 181             | Arnaud De Lie (BEL)      | 52e             |
| 182             | Victor Campenaerts (BEL) | 41e             |
| 183             | Jasper De Buyst (BEL)    | 86e             |
| 184             | Pascal Eenkhoorn (NED)   | 85e             |
| 185             | Jacopo Guarnieri (ITA)   | AB              |
| 186             | Sébastien Grignard (BEL) | 76e             |
| 187             | Brent Van Moer (BEL)     | 13e             |

| Israel-Premier Tech IPT | Israel-Premier Tech IPT | Israel-Premier Tech IPT |
| ----------------------- | ----------------------- | ----------------------- |
| Num                     | Coureur                 | Pos                     |
| 191                     | Jakob Fuglsang (DEN)    | AB                      |
| 192                     | Guillaume Boivin (CAN)  | AB                      |
| 193                     | Hugo Houle (CAN)        | 80e                     |
| 194                     | Krists Neilands (LAT)   | 17e                     |
| 195                     | Riley Sheehan (USA)     | 23e                     |
| 196                     | Nadav Raisberg (ISR)    | 64e                     |
| 197                     | Tom Van Asbroeck (BEL)  | 25e                     |

| Q36.5 Pro Cycling Team Q36 | Q36.5 Pro Cycling Team Q36 | Q36.5 Pro Cycling Team Q36 |
| -------------------------- | -------------------------- | -------------------------- |
| Num                        | Coureur                    | Pos                        |
| 201                        | Fabio Christen (SUI)       | 59e                        |
| 202                        | Tobias Ludvigsson (SWE)    | 93e                        |
| 203                        | Kamil Małecki (POL)        | 62e                        |
| 204                        | Nicolò Parisini (ITA)      | 30e                        |
| 205                        | Jannik Steimle (GER)       | 47e                        |
| 206                        | Cyrus Monk (AUS)           | AB                         |
| 207                        | Szymon Sajnok (POL)        | AB                         |

| Tudor Pro Cycling Team TUD | Tudor Pro Cycling Team TUD     | Tudor Pro Cycling Team TUD |
| -------------------------- | ------------------------------ | -------------------------- |
| Num                        | Coureur                        | Pos                        |
| 211                        | Matteo Trentin (ITA)           | 24e                        |
| 212                        | Alexander Krieger (GER)        | AB                         |
| 213                        | Nils Brun (SUI)                | 109e                       |
| 214                        | Sebastian Kolze Changizi (DEN) | 117e                       |
| 215                        | Jacob Eriksson (SWE)           | 116e                       |
| 216                        | Marius Mayrhofer (GER)         | 32e                        |
| 217                        | Rick Pluimers (NED)            | 70e                        |

| Uno-X Mobility UXM | Uno-X Mobility UXM       | Uno-X Mobility UXM |
| ------------------ | ------------------------ | ------------------ |
| Num                | Coureur                  | Pos                |
| 221                | Rasmus Tiller (NOR)      | 38e                |
| 222                | Jonas Abrahamsen (NOR)   | 12e                |
| 223                | Louis Bendixen (DEN)     | AB                 |
| 224                | Markus Hoelgaard (NOR)   | 28e                |
| 225                | Niklas Larsen (DEN)      | AB                 |
| 226                | William Blume Levy (DEN) | 61e                |
| 227                | Rasmus Bøgh Wallin (DEN) | AB                 |

| Team Flanders-Baloise TFB | Team Flanders-Baloise TFB | Team Flanders-Baloise TFB |
| ------------------------- | ------------------------- | ------------------------- |
| Num                       | Coureur                   | Pos                       |
| 231                       | Kamiel Bonneu (BEL)       | 115e                      |
| 232                       | Toon Clynhens (BEL)       | AB                        |
| 233                       | Lars Craps (BEL)          | 101e                      |
| 234                       | Jasper Dejaegher (BEL)    | AB                        |
| 235                       | Elias Maris (BEL)         | 90e                       |
| 236                       | Dylan Vandenstorme (BEL)  | 104e                      |
| 237                       | Victor Vercouillie (BEL)  | AB                        |

| Bingoal WB BWB | Bingoal WB BWB            | Bingoal WB BWB |
| -------------- | ------------------------- | -------------- |
| Num            | Coureur                   | Pos            |
| 241            | Luca Van Boven (BEL)      | 72e            |
| 242            | Cériel Desal (BEL)        | 58e            |
| 243            | Luca De Meester (BEL)     | 97e            |
| 244            | Aaron Van der Beken (BEL) | 69e            |
| 245            | Jelle Vermoote (BEL)      | AB             |
| 246            | Kenneth Van Rooy (BEL)    | 99e            |
| 247            | Dimitri Peyskens (BEL)    | AB             |

| Team Visma \| Lease a Bike TVL | Team Visma \| Lease a Bike TVL | Team Visma \| Lease a Bike TVL |
| ------------------------------ | ------------------------------ | ------------------------------ |
| Num                            | Coureur                        | Pos                            |
| 1                              | Wout van Aert (BEL)            | 3e                             |
| 2                              | Per Strand Hagenes (NOR)       | AB                             |
| 3                              | Tiesj Benoot (BEL)             | AB                             |
| 4                              | Matteo Jorgenson (USA)         | 5e                             |
| 5                              | Edoardo Affini (ITA)           | AB                             |
| 6                              | Jan Tratnik (SLO)              | 33e                            |
| 7                              | Dylan van Baarle (NED) (route) | 89e                            |

| Alpecin-Deceuninck ADC | Alpecin-Deceuninck ADC             | Alpecin-Deceuninck ADC |
| ---------------------- | ---------------------------------- | ---------------------- |
| Num                    | Coureur                            | Pos                    |
| 11                     | Mathieu van der Poel (NED) (route) | 1er                    |
| 12                     | Senne Leysen (BEL)                 | 113e                   |
| 13                     | Juri Hollmann (GER)                | 103e                   |
| 14                     | Søren Kragh Andersen (DEN)         | 37e                    |
| 15                     | Xandro Meurisse (BEL)              | 77e                    |
| 16                     | Oscar Riesebeek (NED)              | 96e                    |
| 17                     | Maurice Ballerstedt (GER)          | 110e                   |

| Intermarché-Wanty IWA | Intermarché-Wanty IWA  | Intermarché-Wanty IWA |
| --------------------- | ---------------------- | --------------------- |
| Num                   | Coureur                | Pos                   |
| 21                    | Biniam Girmay (ERI)    | 19e                   |
| 22                    | Vito Braet (BEL)       | 35e                   |
| 23                    | Dries De Pooter (BEL)  | 66e                   |
| 24                    | Gijs Van Hoecke (BEL)  | AB                    |
| 25                    | Hugo Page (FRA)        | 84e                   |
| 26                    | Dion Smith (NZL)       | 112e                  |
| 27                    | Georg Zimmermann (GER) | 63e                   |

| Soudal Quick-Step SOQ | Soudal Quick-Step SOQ    | Soudal Quick-Step SOQ |
| --------------------- | ------------------------ | --------------------- |
| Num                   | Coureur                  | Pos                   |
| 31                    | Julian Alaphilippe (FRA) | 50e                   |
| 32                    | Kasper Asgreen (DEN)     | 78e                   |
| 33                    | Jordi Warlop (BEL)       | 106e                  |
| 34                    | Yves Lampaert (BEL)      | 29e                   |
| 35                    | Gianni Moscon (ITA)      | AB                    |
| 36                    | Casper Pedersen (DEN)    | 88e                   |
| 37                    | Pepijn Reinderink (NED)  | 118e                  |

| Arkéa-B&B Hotels ARK | Arkéa-B&B Hotels ARK    | Arkéa-B&B Hotels ARK |
| -------------------- | ----------------------- | -------------------- |
| Num                  | Coureur                 | Pos                  |
| 41                   | Luca Mozzato (ITA)      | 22e                  |
| 42                   | Vincenzo Albanese (ITA) | 9e                   |
| 43                   | Donavan Grondin (FRA)   | AB                   |
| 44                   | Mathis Le Berre (FRA)   | 43e                  |
| 45                   | Alan Riou (FRA)         | 108e                 |
| 46                   | Łukasz Owsian (POL)     | AB                   |
| 47                   | Miles Scotson (AUS)     | 114e                 |

| Astana Qazaqstan Team AST | Astana Qazaqstan Team AST      | Astana Qazaqstan Team AST |
| ------------------------- | ------------------------------ | ------------------------- |
| Num                       | Coureur                        | Pos                       |
| 51                        | Gleb Brussenskiy (KAZ) (route) | 20e                       |
| 52                        | Yevgeniy Fedorov (KAZ)         | 65e                       |
| 53                        | Michele Gazzoli (ITA)          | AB                        |
| 54                        | Yevgeniy Gidich (KAZ)          | AB                        |
| 55                        | Rüdiger Selig (GER)            | AB                        |
| 56                        | Max Kanter (GER)               | 107e                      |
| 57                        | Gleb Syritsa                   | 53e                       |

| Bahrain Victorious TBV | Bahrain Victorious TBV    | Bahrain Victorious TBV |
| ---------------------- | ------------------------- | ---------------------- |
| Num                    | Coureur                   | Pos                    |
| 61                     | Matej Mohorič (SLO)       | 15e                    |
| 62                     | Alberto Bruttomesso (ITA) | 92e                    |
| 63                     | Fran Miholjević (CRO)     | AB                     |
| 64                     | Andrea Pasqualon (ITA)    | 56e                    |
| 65                     | Cameron Scott (AUS)       | AB                     |
| 66                     | Łukasz Wiśniowski (POL)   | AB                     |
| 67                     | Fred Wright (GBR) (route) | 21e                    |

| Bora-Hansgrohe BOH | Bora-Hansgrohe BOH     | Bora-Hansgrohe BOH |
| ------------------ | ---------------------- | ------------------ |
| Num                | Coureur                | Pos                |
| 71                 | Danny van Poppel (NED) | AB                 |
| 72                 | Emil Herzog (GER)      | 49e                |
| 73                 | Nico Denz (GER)        | 46e                |
| 74                 | Luis-Joe Lührs (GER)   | 98e                |
| 75                 | Filip Maciejuk (POL)   | AB                 |
| 76                 | Ryan Mullen (IRL)      | AB                 |
| 77                 | Marco Haller (AUT)     | 27e                |

| Cofidis COF | Cofidis COF                | Cofidis COF |
| ----------- | -------------------------- | ----------- |
| Num         | Coureur                    | Pos         |
| 81          | Aimé De Gendt (BEL)        | 83e         |
| 82          | Alexis Gougeard (FRA)      | AB          |
| 83          | Nolann Mahoudo (FRA)       | AB          |
| 84          | Christophe Noppe (BEL)     | AB          |
| 85          | Alexis Renard (FRA)        | 54e         |
| 86          | Nicolas Debeaumarché (FRA) | AB          |
| 87          | Axel Zingle (FRA)          | AB          |

| Decathlon-AG2R La Mondiale DAT | Decathlon-AG2R La Mondiale DAT | Decathlon-AG2R La Mondiale DAT |
| ------------------------------ | ------------------------------ | ------------------------------ |
| Num                            | Coureur                        | Pos                            |
| 91                             | Oliver Naesen (BEL)            | 26e                            |
| 92                             | Edvald Boasson Hagen (NOR)     | 100e                           |
| 93                             | Dries De Bondt (BEL)           | 60e                            |
| 94                             | Sander De Pestel (BEL)         | 18e                            |
| 95                             | Jordan Labrosse (FRA)          | AB                             |
| 96                             | Valentin Retailleau (FRA)      | AB                             |
| 97                             | Bastien Tronchon (FRA)         | 67e                            |

| EF Education-EasyPost EFE | EF Education-EasyPost EFE | EF Education-EasyPost EFE |
| ------------------------- | ------------------------- | ------------------------- |
| Num                       | Coureur                   | Pos                       |
| 101                       | Alberto Bettiol (ITA)     | AB                        |
| 102                       | Stefan Bissegger (SUI)    | 95e                       |
| 103                       | Owain Doull (GBR)         | AB                        |
| 104                       | Yuhi Todome (JPN)         | AB                        |
| 105                       | Jack Rootkin-Gray (GBR)   | AB                        |
| 106                       | Jonas Rutsch (GER)        | 57e                       |
| 107                       | Michael Valgren (DEN)     | 74e                       |

| Groupama-FDJ GFC | Groupama-FDJ GFC               | Groupama-FDJ GFC |
| ---------------- | ------------------------------ | ---------------- |
| Num              | Coureur                        | Pos              |
| 111              | Stefan Küng (SUI)              | 16e              |
| 112              | Lewis Askey (GBR)              | 39e              |
| 113              | Sven Erik Bystrøm (NOR)        | AB               |
| 114              | Olivier Le Gac (FRA)           | 40e              |
| 115              | Fabian Lienhard (SUI)          | 81e              |
| 116              | Valentin Madouas (FRA) (route) | 44e              |
| 117              | Clément Russo (FRA)            | AB               |

| Ineos Grenadiers IGD | Ineos Grenadiers IGD           | Ineos Grenadiers IGD |
| -------------------- | ------------------------------ | -------------------- |
| Num                  | Coureur                        | Pos                  |
| 121                  | Ben Turner (GBR)               | 82e                  |
| 122                  | Jhonatan Narváez (ECU) (route) | 6e                   |
| 123                  | Luke Rowe (GBR)                | AB                   |
| 124                  | Magnus Sheffield (USA)         | 36e                  |
| 125                  | Ben Swift (GBR)                | 94e                  |
| 126                  | Connor Swift (GBR)             | 42e                  |
| 127                  | Elia Viviani (ITA)             | AB                   |

| Lidl-Trek LTK | Lidl-Trek LTK               | Lidl-Trek LTK |
| ------------- | --------------------------- | ------------- |
| Num           | Coureur                     | Pos           |
| 131           | Mads Pedersen (DEN)         | 11e           |
| 132           | Ryan Gibbons (RSA) (route)  | 111e          |
| 133           | Alex Kirsch (LUX) (route)   | 10e           |
| 134           | Jasper Stuyven (BEL)        | 2e            |
| 135           | Mathias Vacek (CZE) (route) | 68e           |
| 136           | Otto Vergaerde (BEL)        | AB            |
| 137           | Toms Skujiņš (LAT)          | 8e            |

| Movistar Team MOV | Movistar Team MOV          | Movistar Team MOV |
| ----------------- | -------------------------- | ----------------- |
| Num               | Coureur                    | Pos               |
| 141               | Oier Lazkano (ESP) (route) | 14e               |
| 142               | Carlos Canal (ESP)         | 91e               |
| 143               | Rémi Cavagna (FRA)         | 48e               |
| 144               | Johan Jacobs (SUI)         | 34e               |
| 145               | Mathias Norsgaard (DEN)    | 87e               |
| 146               | Lorenzo Milesi (ITA)       | 45e               |
| 147               | Iván Romeo (ESP)           | AB                |

| Team dsm-firmenich PostNL DFP | Team dsm-firmenich PostNL DFP | Team dsm-firmenich PostNL DFP |
| ----------------------------- | ----------------------------- | ----------------------------- |
| Num                           | Coureur                       | Pos                           |
| 151                           | Patrick Eddy (AUS)            | 102e                          |
| 152                           | Alexander Edmondson (AUS)     | AB                            |
| 153                           | Enzo Leijnse (NED)            | AB                            |
| 154                           | Niklas Märkl (GER)            | 51e                           |
| 155                           | Tobias Lund Andresen (DEN)    | AB                            |
| 156                           | Timo Roosen (NED)             | AB                            |
| 157                           | Julius van den Berg (NED)     | AB                            |

| Team Jayco AlUla JAY | Team Jayco AlUla JAY        | Team Jayco AlUla JAY |
| -------------------- | --------------------------- | -------------------- |
| Num                  | Coureur                     | Pos                  |
| 161                  | Michael Matthews (AUS)      | AB                   |
| 162                  | Luke Durbridge (AUS)        | 73e                  |
| 163                  | Max Walscheid (GER)         | 55e                  |
| 164                  | Amund Grøndahl Jansen (NOR) | AB                   |
| 165                  | Kelland O'Brien (AUS)       | 71e                  |
| 166                  | Blake Quick (AUS)           | AB                   |
| 167                  | Elmar Reinders (NED)        | 105e                 |

| UAE Team Emirates UAD | UAE Team Emirates UAD      | UAE Team Emirates UAD |
| --------------------- | -------------------------- | --------------------- |
| Num                   | Coureur                    | Pos                   |
| 171                   | Tim Wellens (BEL)          | 4e                    |
| 172                   | Ivo Oliveira (POR) (route) | 79e                   |
| 173                   | Mikkel Bjerg (DEN)         | 31e                   |
| 174                   | António Morgado (POR)      | 75e                   |
| 175                   | Marc Hirschi (SUI) (route) | AB                    |
| 176                   | Nils Politt (GER)          | 7e                    |
| 177                   | Michael Vink (NZL)         | AB                    |

| Lotto Dstny LTD | Lotto Dstny LTD          | Lotto Dstny LTD |
| --------------- | ------------------------ | --------------- |
| Num             | Coureur                  | Pos             |
| 181             | Arnaud De Lie (BEL)      | 52e             |
| 182             | Victor Campenaerts (BEL) | 41e             |
| 183             | Jasper De Buyst (BEL)    | 86e             |
| 184             | Pascal Eenkhoorn (NED)   | 85e             |
| 185             | Jacopo Guarnieri (ITA)   | AB              |
| 186             | Sébastien Grignard (BEL) | 76e             |
| 187             | Brent Van Moer (BEL)     | 13e             |

| Israel-Premier Tech IPT | Israel-Premier Tech IPT | Israel-Premier Tech IPT |
| ----------------------- | ----------------------- | ----------------------- |
| Num                     | Coureur                 | Pos                     |
| 191                     | Jakob Fuglsang (DEN)    | AB                      |
| 192                     | Guillaume Boivin (CAN)  | AB                      |
| 193                     | Hugo Houle (CAN)        | 80e                     |
| 194                     | Krists Neilands (LAT)   | 17e                     |
| 195                     | Riley Sheehan (USA)     | 23e                     |
| 196                     | Nadav Raisberg (ISR)    | 64e                     |
| 197                     | Tom Van Asbroeck (BEL)  | 25e                     |

| Q36.5 Pro Cycling Team Q36 | Q36.5 Pro Cycling Team Q36 | Q36.5 Pro Cycling Team Q36 |
| -------------------------- | -------------------------- | -------------------------- |
| Num                        | Coureur                    | Pos                        |
| 201                        | Fabio Christen (SUI)       | 59e                        |
| 202                        | Tobias Ludvigsson (SWE)    | 93e                        |
| 203                        | Kamil Małecki (POL)        | 62e                        |
| 204                        | Nicolò Parisini (ITA)      | 30e                        |
| 205                        | Jannik Steimle (GER)       | 47e                        |
| 206                        | Cyrus Monk (AUS)           | AB                         |
| 207                        | Szymon Sajnok (POL)        | AB                         |

| Tudor Pro Cycling Team TUD | Tudor Pro Cycling Team TUD     | Tudor Pro Cycling Team TUD |
| -------------------------- | ------------------------------ | -------------------------- |
| Num                        | Coureur                        | Pos                        |
| 211                        | Matteo Trentin (ITA)           | 24e                        |
| 212                        | Alexander Krieger (GER)        | AB                         |
| 213                        | Nils Brun (SUI)                | 109e                       |
| 214                        | Sebastian Kolze Changizi (DEN) | 117e                       |
| 215                        | Jacob Eriksson (SWE)           | 116e                       |
| 216                        | Marius Mayrhofer (GER)         | 32e                        |
| 217                        | Rick Pluimers (NED)            | 70e                        |

| Uno-X Mobility UXM | Uno-X Mobility UXM       | Uno-X Mobility UXM |
| ------------------ | ------------------------ | ------------------ |
| Num                | Coureur                  | Pos                |
| 221                | Rasmus Tiller (NOR)      | 38e                |
| 222                | Jonas Abrahamsen (NOR)   | 12e                |
| 223                | Louis Bendixen (DEN)     | AB                 |
| 224                | Markus Hoelgaard (NOR)   | 28e                |
| 225                | Niklas Larsen (DEN)      | AB                 |
| 226                | William Blume Levy (DEN) | 61e                |
| 227                | Rasmus Bøgh Wallin (DEN) | AB                 |

| Team Flanders-Baloise TFB | Team Flanders-Baloise TFB | Team Flanders-Baloise TFB |
| ------------------------- | ------------------------- | ------------------------- |
| Num                       | Coureur                   | Pos                       |
| 231                       | Kamiel Bonneu (BEL)       | 115e                      |
| 232                       | Toon Clynhens (BEL)       | AB                        |
| 233                       | Lars Craps (BEL)          | 101e                      |
| 234                       | Jasper Dejaegher (BEL)    | AB                        |
| 235                       | Elias Maris (BEL)         | 90e                       |
| 236                       | Dylan Vandenstorme (BEL)  | 104e                      |
| 237                       | Victor Vercouillie (BEL)  | AB                        |

| Bingoal WB BWB | Bingoal WB BWB            | Bingoal WB BWB |
| -------------- | ------------------------- | -------------- |
| Num            | Coureur                   | Pos            |
| 241            | Luca Van Boven (BEL)      | 72e            |
| 242            | Cériel Desal (BEL)        | 58e            |
| 243            | Luca De Meester (BEL)     | 97e            |
| 244            | Aaron Van der Beken (BEL) | 69e            |
| 245            | Jelle Vermoote (BEL)      | AB             |
| 246            | Kenneth Van Rooy (BEL)    | 99e            |
| 247            | Dimitri Peyskens (BEL)    | AB             |